# ویتن
شهر ویتن (به آلمانی: Witten) در ایالت نوردراین-وستفالن در کشور آلمان واقع شده‌است.